# Jenny Abraham
Jenny Abraham (* 1983) ist eine US-amerikanische Biathletin und Skilangläuferin sowie Biathlon- und Skilanglauftrainerin.
Jenny Abraham stammt aus Minnesota. Sie ist Trainerin des Skilanglauf-Vereines Crested Butte and Gunnison und Biathlontrainerin beim Colorado Biathlon Club. Zudem leitet sie die CBNC Ski School. Daneben ist sie selbst in den Sportarten aktiv. 2010 und 2011 gewann sie den Titel der Staatsmeisterschaften von Colorado. Im Biathlon-NorAm-Cup kam sie in der Saison 2011/12 in West Yellowstone hinter BethAnn Chamberlain und Katrina Howe im Sprintrennen als Drittplatzierte erstmals auf das Podium der Wettkampfserie. Im folgenden Verfolgungsrennen verbesserte sie sich auf den zweiten Rang hinter Howe.
Bei den Olympischen Winterspielen 2002  war sie als Vorläuferin in den Nordischen Wettbewerben aktiv.

## Belege
1. ↑  2007 US National Coaches Education Conference Set to Begin (Memento vom 5. März 2021 im Internet Archive)
2. ↑  Grand Nordic Corner: Big Shooter Bonk is Saturday (Memento vom 24. Dezember 2013 im Internet Archive)
3. ↑  Crested Butte Nordic to Host 6th Annual Thanksgiving Training Camp November 24-26 (Memento vom 24. Dezember 2013 im Internet Archive)
4. ↑  CBC State Championships Sprint (February 6, 2010)
5. ↑  Colorado Biathlon State Championships (Pursuit and overall results) 27. Februar 2011
6. ↑  Team Sprint!

| Personendaten    | Personendaten                                                                            |
| ---------------- | ---------------------------------------------------------------------------------------- |
| NAME             | Abraham, Jenny                                                                           |
| KURZBESCHREIBUNG | US-amerikanische Biathletin und Skilangläuferin sowie Biathlon- und Skilanglauftrainerin |
| GEBURTSDATUM     | 1983                                                                                     |